# La paraca
La paraca es un cuento del escritor peruano Abraham Valdelomar, que forma parte del grupo de los llamados «cuentos criollos» o «neo-criollos» ambientados en Pisco, durante la niñez del autor. 

## Publicación
Fue publicado por primera vez en la revista Eva magazine, en abril de 1915. Es probable que este cuento formara parte del proyectado libro de cuentos de Valdelomar, titulado La aldea encantada. Desconocemos también las razones por las que no fue incluido en el libro recopilatorio El caballero Carmelo (1918); tal vez se debió a razones de espacio (para dar cabida a otras series de cuentos) o porque el autor no la consideró acabada o suficientemente digna de figurar en su antología.

## Escenario
La acción transcurre en la caleta de San Andrés, al sur de Pisco. Es una aldea de pescadores, cuyos habitantes, de raza indígena, llevan una vida sana y tranquila, por lo que suelen vivir muchos años. Sin embargo, a veces esa tranquilidad es perturbada por desgracias ocasionadas por la naturaleza, en este caso un fuerte viento llamado la paraca.

## El título
El título alude a un viento fuerte que suele azotar con frecuencia la región donde se ambienta la historia. Paraca es una voz quechua que significa «lluvia de arena» (para, lluvia, y aco, arena), pues el viento arrastra arena y guano de las islas cercanas, y cubre con ella la superficie. Este fenómeno atmosférico ha dado su nombre a la península de Paracas, y por extensión, a la cultura preinca descubierta en esa región.

## Personajes
- El narrador y testigo de la historia, es decir el mismo Abraham Valdelomar, quien recuerda un suceso memorable de su infancia.
- Los tres hermanos, jóvenes y dedicados a la pesca:
  - Nicolás, el fuerte y grave, de 26 años.
  - Roque, el blandón y alegre, de 23 años.
  - Delio, el triste y contemplativo, de 20 años.
- Los padres de los jóvenes, ya ancianos
- Rosa, una muchacha que ama a Delio.
- Los pescadores de la aldea de San Andrés.

## Argumento
El tema principal es la desaparición en el mar de un grupo de jóvenes pescadores de la caleta de San Andrés, al sur de Pisco. Tema secundario es la vida de los aldeanos de esa caleta y el amor que profesa la niña Rosa por uno de los muchachos perdidos

## Resumen
En la aldea de pescadores de San Andrés vivían tres hermanos: Nicolás, el fuerte y grave, Roque, el blandón y alegre, y Delio el contemplativo; ellos eran jóvenes y dedicados a la pesca. Vivían con sus ancianos padres en una casa humilde. Tenían un bote llamado «La Margarita» con el que reportaban abundante pescado que enviaban a Ica, ganándose así la vida. Un día salieron a buscar corvinas, por lo que se internaron mar adentro, junto con otros botes de pescadores. Para ellos era solo una actividad rutinaria, sin embargo, al cabo de un rato, se desató una paraca o viento fuerte. Los pobladores de San Andrés sintieron miedo, pues el viento solía empujar a las embarcaciones contra las rocas filudas de una punta de tierra llamada «El Boquerón», cobrando víctimas. Los pescadores más viejos recordaban episodios de ese tipo. Al anochecer y a hasta el día siguiente fueron retornando una tras otra todas las embarcaciones, menos «La Margarita». Entonces salieron quince embarcaciones a buscarla, pero desgraciadamente no divisaron ningún rastro del bote perdido, ni de sus ocupantes. La búsqueda se intensificó en los días siguientes, pero al llegar el sexto día la esperanza se había perdido. Rosa, una muchacha que amaba a Delio, iba todos los días a la playa a contemplar el mar y sufría mucho al no divisar buenas nuevas. Al séptimo día el pueblo imaginó lo peor. Todos estaban muy desolados, pero especialmente Rosita y los ancianos padres de los jóvenes extraviados. Dándoles por fallecidos, algunos se vistieron de negro y otros se amarraron cintas negras en los brazos. Como señal de duelo, ninguno salió a pescar durante ocho días. La casa de las jóvenes, otrora alegre y lucida, quedó abandonada. Nunca se encontraron los cuerpos de las víctimas.

## Estructura
El cuento está dividido en cinco secciones o capítulos cortos, numerados con dígitos romanos.

## Análisis

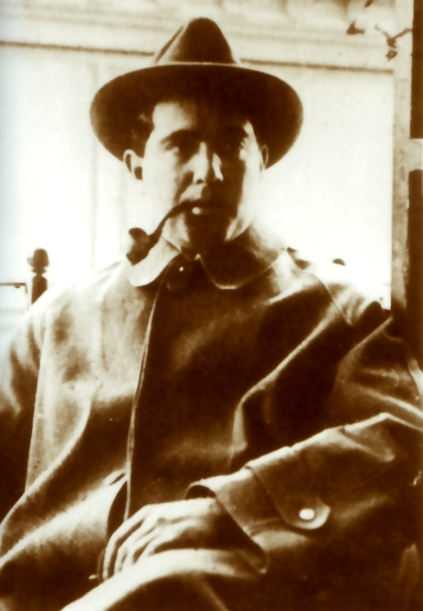
Abraham Valdelomar en Roma, 1914.

En este relato se reconocen muchas de las características propias de los celebrados cuentos criollos del autor, de los que forma parte también El caballero Carmelo, su relato más conocido y celebrado. Entre esas características están:
- El lenguaje claro y sencillo, ya alejado del artificio y cultismo extremo de la prosa modernista[2] de las primeras obras del autor. Se enmarca dentro del llamado posmodernismo.
- Su carácter autobiográfico y que hace que el relato sea una evocación muy vívida de sucesos ocurridos durante la niñez del autor. Este menciona a personajes que presumiblemente existieron, como los pescadores perdidos.
- En cuanto al tema central, al margen de la cuota de fantasía inevitable en un literato, es seguro que el autor haya tomado como referencia un doloroso y trágico suceso ocurrido en la vida real: la desaparición en el mar de un grupo de jóvenes pescadores de la caleta de San Andrés, a  fines del siglo XIX.
- Tiene un marcado carácter de relato nostálgico. La historia se desenvuelve en los días de la infancia del autor, en medio de una aldea de personas sencillas y laboriosas, a quienes él admiraba y respetaba.